# Gare de Vélines
Gare de Vélines vasútállomás Franciaországban, Vélines településen.

## Vasútvonalak
Az állomást az alábbi vasútvonalak érintik:
- Libourne-Buisson-vasútvonal

## Kapcsolódó állomások
A vasútállomáshoz az alábbi állomások vannak a legközelebb:
- Gare de Lamothe-Montravel
- Gare de Saint-Antoine-de-Breuilh